# حتى نلتقي (فلم)
حتى نلتقي فيلم مصري تم إنتاجه عام 1958، من إخراج هنري بركات و بطولة فاتن حمامة و عماد حمدي و زهرة العلا و أحمد مظهر.

## تمثيل
- فاتن حمامة
- عماد حمدي
- زهرة العلا
- أحمد مظهر
- عمر الحريري
- سراج منير
- روحية خالد
- نظيم شعراوي

## روابط خارجية
- مقالات تستعمل روابط فنية بلا صلة مع ويكي بيانات